# 程純
程純（1524年—？），字子一，號敬斋，河南汝寧府光州光山縣人，民籍，明朝政治人物。

## 生平
壬子科（1552年）河南鄉試第六十八名舉人。嘉靖三十五年（1556年）中式丙辰科三甲第一百八十四名進士。吏部观政，授行人司行人，隆慶元年降浙江布政司照磨，升直隶永年县知县，二年致仕。

## 家族
曾祖程子鑑；祖父程敏；父程瑤。嫡母項氏；生母任氏。弟程綸。